# Georg Schrimpf

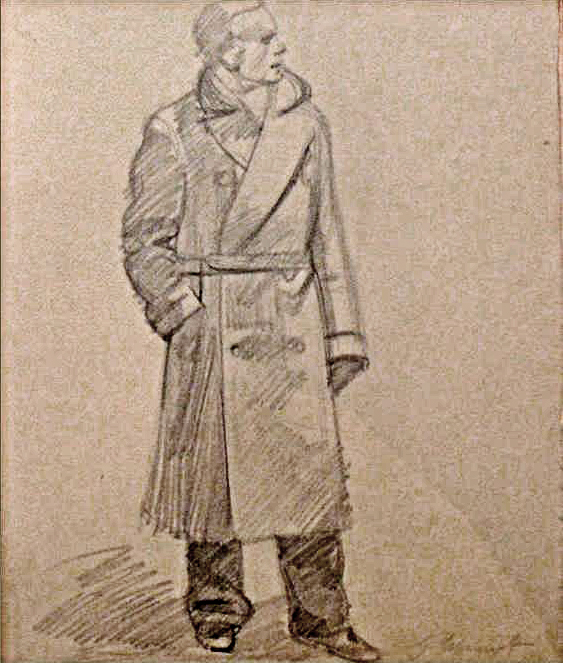
Georg Schrimpf

Georg Schrimpf (Múnich, 13 de febrero de 1889 - Berlín, 19 de abril de 1938) fue un pintor y autor de grabados alemán. Está considerado uno de los más importantes representantes de la Neue Sachlichkeit (Nueva objetividad).
Por la incomprensión de sus padres hacia sus cualidades artísticas, tuvo que pasar el aprendizaje de pastelero, que terminó en 1905, año en que empezó a viajar, ganándose la vida como camarero, carbonero o panadero. En el arte fue un autodidacta. 
En 1915 se trasladó a Berlín, trabajando en una fábrica de chocolate. Pero allí empezó a pintar intensamente, animado por el escritor Oskar Maria Graf, panadero como él. Pronto encontró la estima del galerista Herwarth Walden, que en 1916 expuso por primera vez la obra de Schrimpf, con gran éxito. 
En 1933 fue nombrado Profesor extraordinario en la Escuela Superior de Pedagogía Artística en Berlín, actividad de la que fue suspendido en 1937, por el ministro de Ciencia, Arte y Educación popular en Prusia, ya bajo los nazis. Como motivo se adujo que entre enero y abril de 1919 había pertenecido al Partido Comunista. Su arte, por tanto, se consideró "degenerado". Entre las 16.000 obras que, por ese motivo y por orden del Ministro de Propaganda Joseph Goebbels se retiraron de los museos alemanes, se encontraban también 33 obras de Schrimpf. Ahora bien, al mismo tiempo algunos jerarcas del Partido nazi, como los ministros Rudolf Heß y Darré coleccionaban sus cuadros.

## Obras en museos
- Museum of Modern Art, Nueva York
- Neue Nationalgalerie Berlin, Berlín, Alemania.
- Ostfriesisches Landesmuseum, Emden
- Kunstmuseum Basel, Basilea
- Städtische Galerie im Lenbachhaus, Múnich
- Pinakothek der Moderne, Múnich
- North Carolina Museum of Art, Raleigh
- Scheringa Museum voor Realisme, Spanbroek, Países Bajos
- Von der Heydt-Museum, Wuppertal
- Museum Ludwig, Colonia
- Kurpfälzisches Museum, Heidelberg
- Los Angeles County Museum of Art, Los Angesles
- Museum Gunzenhauser, Chemnitz
- Stiftung Moritzburg / Kunstmuseum des Landes Sachsen-Anhalt, Halle, Alemania